# Нильсен, Ховард
Ховард Каллевик Нильсен (норв. Håvard Nielsen; род. 15 июля 1993[…], Осло) — норвежский футболист, полузащитник клуба «Ганновер 96». Выступал в сборной Норвегии.

## Клубная карьера

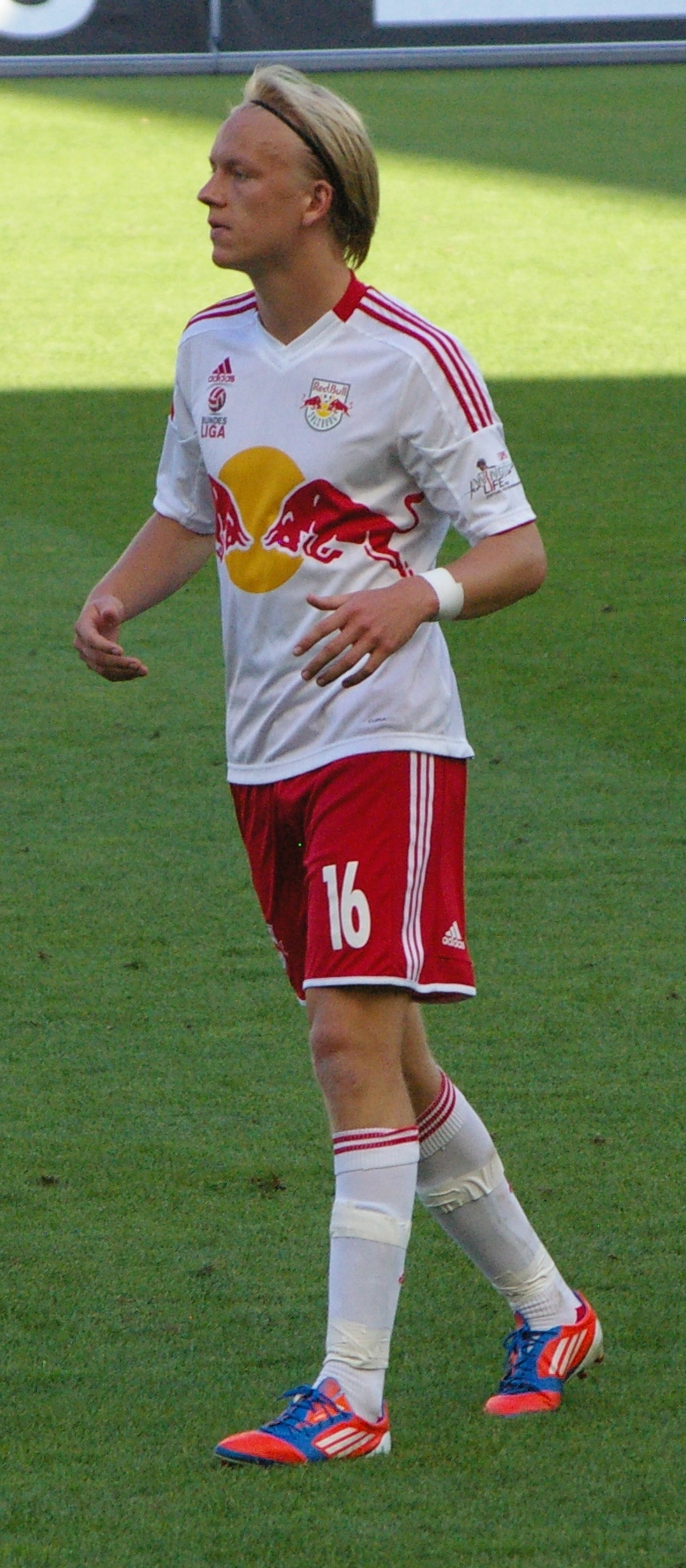
Нильсен в составе «Ред Булла»

Нильсен начал свою профессиональную карьеру в молодёжной команде клуба «Волеренга» в 2007 году. 5 октября 2009 года в матче против «Викинга» он дебютировал за основной состав в Типпелиге, выйдя на замену в конце встречи. С сезона 2011 года Нильсен стал основным футболистом команды. 19 марта в поединке против «Викинга» он забил свой первый гол за клуб. 11 июля 2012 года во встрече против «Одд Гренланд» Ховард сделал хет-трик.
В июле 2012 года Нильсен перешёл в австрийский «Ред Булл».  Сумма трансфера составила 2,8 млн. евро. 4 августа в матче против «Вольфсберга» он дебютировал в австрийской Бундеслиге, выйдя вместо Якоба Янчера в конце встречи. 18 августа в поединке против «Адмиры» Нильсен сделал хет-трик.
В начале 2014 года Ховард на правах аренды перешёл в немецкий «Айнтрахт» из Брауншвейга. 26 января в матче против бременского «Вердера» он дебютировал в Бундеслиге. 25 марта в поединке против «Майнц 05» Нильсен забил свой первый гол за новый клуб. По окончании сезона «Айнтрахт» вылетел в во вторую Бундеслигу, но Ховард остался в команде. Летом 2015 года он вернулся в «Ред Булл».
В начале 2016 года Нильсен перешёл во «Фрайбург». 5 февраля в матче против «Бохума» он дебютировал за новую команду. По итогам сезона Ховард помог клубу выйти в элиту. 10 декабря в поединке против «Дармштадт 98» он дебютировал за команду в Бундеслиге.
Летом 2017 года Нильсен перешёл в дюссельдорфскую «Фортуну», подписав контракт на три года. 31 июля в матче против своего бывшего клуба брауншвейгского «Айнтрахта» он дебютировал за новую команду.
8 января 2019 года Ховард Нильсен на правах аренды перешел в «Дуйсбург». 26 июля 2019 года Нильсен на два года подписал контракт с клубом Второй Бундеслиги «Гройтер Фюртом».

## Международная карьера
Нильсен выступал за все юношеские и молодёжные сборные страны. 14 ноября 2012 года в товарищеском матче против сборной Венгрии Ховард дебютировал за сборную Норвегии. В этом же поединке он забил свой первый гол за национальную команду. 13 октября 2014 года в матче отборочного турнира чемпионата Европы 2016 против сборной Болгарии Ховард забил гол за национальную команду.
В июне 2013 года Ховард был включен в заявку молодёжной команды на участие в молодёжном чемпионате Европе в Израиле. На турнире он сыграл три матча против сборных Израиля, Италии, Испании и Англии.

### Голы за сборную Норвегии
| #   | Дата            | Место                            | Противник | Счёт | Результат | Соревнование                       |
| --- | --------------- | -------------------------------- | --------- | ---- | --------- | ---------------------------------- |
| 01. | 14 ноября 2012  | Ференц Пушкаш, Будапешт, Венгрия | Венгрия   | 0:1  | 0:2       | Товарищеский матч                  |
| 02. | 13 октября 2014 | Уллевол, Осло, Норвегия          | Болгария  | 2:1  | 2:1       | Чемпионат Европы 2016 квалификация |